# پیتژکووو-وشکی
پیتژکووو-وشکی (به لهستانی:  Pietrzykowo-Wyszki) یک روستا در لهستان است که در گمینا بیلسک پودلاسکی واقع شده‌است.